# Eudendrium ritchiei
Eudendrium ritchiei is een hydroïdpoliep uit de familie Eudendriidae. De poliep komt uit het geslacht Eudendrium. Eudendrium ritchiei werd in 1975 voor het eerst wetenschappelijk beschreven door Millard. 